# Maxim Köhler
Maxim Köhler (* 26. März 1908 in München; † 22. Februar 1959 in Berwang) war ein deutscher Maler und Grafiker, der hauptsächlich Landschaftsbilder schuf.

## Leben und Werk
Maxim Köhler studierte bei Arnold Waldschmidt, Robert Breyer, Heinrich Altherr und Christian Landenberger an der Kunstakademie Stuttgart. Danach unternahm er Studienreisen nach Griechenland, Italien, Frankreich und in die Türkei. Er hielt sich vor allem in Vietri bei Salerno länger auf.
Von 1941 bis 1948 leistete Maxim Köhler zunächst seinen Kriegsdienst und geriet dabei in russische Kriegsgefangenschaft. 1944 wurde sein Stuttgarter Atelier infolge von Bombeneinwirkung zerstört, wobei er sein gesamtes Frühwerk verlor.
Ab 1949 war Maxim Köhler Vorsitzender des Stuttgarter Künstlerbundes und Mitglied des Verwaltungsrates des Württembergischen Kunstvereines in Stuttgart.

## Werke (Auswahl)
- Selbstbildnis (Öl, 40 × 50 cm)[2]

## Ausstellungsteilnahmen (unvollständig)
- 1932: Stuttgarter Sezession (u. a. Boot, zwei Damenbildnisse, Selbstbildnis, Jugoslawische Bauern, Bazar Stambul).
- 1935: Württembergischer Kunstverein Stuttgart
- 1953: Dritte Deutsche Kunstausstellung in Dresden[3]
- 1958: Ausstellung zum 50. Geburtstag, im Württembergischen Kunstverein Stuttgart